# Marija Eufrazija Pelletier
Marija Eufrazija Pelletier (rođena kao Ruža Virginija Pelletier, Noirmoutier, departman Vendée, 31. srpnja 1796. – Angers, 24. travnja 1868.), francuska katolička redovnica i svetica.

## Životopis

### Mladost i obrazovanje
Rođena je kao jedna od osmero djece na otoku Noirmoutier, u pokrajini Vendeji, kamo se njena obitelj sklonila pred francuskim revolucionarima. Školovala se kod sestara uršulinki. Godine 1814. ulazi u Družbu sestara Gospe od Milosti (Ordo Dominae Nostrae de Caritate) u Toursu. Godine 1817. polaže redovničke zavjete i dobiva redovničko ime Marija Eufrazija.

### Pastoralno djelovanje
Već s 29 godina postaje poglavarica, a 1829. godine u Angersu osniva kuću koja postaje matica nove Družbe sestara Gospe od ljubavi Dobroga Pastira ili Sestara Dobroga Pastira (Congregationis Sororum a Bono Pastore). Družba je posvećena brizi o djevojkama i ženama koje su bile napuštene ili siročad, onima koje su se bile bavile prostitucijom, te onima koje su izdržavale kazne u kaznionicama. Omogućava im smještaj, hranu i školovanje. Marija Eufrazija je za života osnovala stotinjak kuća Družbe. Umrla je od raka 1868. godine u Angersu. Družba djeluje u više stotina kuća diljem svijeta.

## Štovanje
Mariju Eufraziju Pelletier proglasio je blaženom papa Pio XI. 30. travnja 1933., a svetom papa Pio XII. 2. svibnja 1940. godine.

## Vanjske poveznice
Ostali projekti
|  | Zajednički poslužitelj ima još gradiva o temi Marija Eufrazija Pelletier |

Mrežna mjesta
- Sestre Dobroga Pastira  Arhivirana inačica izvorne stranice od 3. siječnja 2018. (Wayback Machine), službeno mrežno mjesto (engl.)